# Seznam hudebních stylů
Toto je seznam některých hudebních stylů:

## Africká hudba
- Afrobeat
- Arabeska
- Arabská pop music
- Bongo flava
- Chalga
- Highlife
- Jùjú
- Kizomba
- Kuduro
- Kwaito
- Makossa
- Mbalax
- Mbaqanga
- Mbube
- Morna
- Raï
- Semba
- Soukous
  - Kwassa kwassa
- Taarab

## Asijská hudba
- Baul
- Bhangra
- Cantopop
- C-pop
- Dangdut
- Enka
- Gamelan
- Indická klasická hudba
- J-pop
- Kawaii metal
- Keroncong
- K-pop
- Luk Thung
- Mandopop
- Morlam
- Raga
- Vocaloid

## Avantgardní hudba
- Experimentální hudba
- Noise
- Musique concrète
- Elektroakustická hudba
- Lo-fi (příbuzná s avantgardním stylem)

## Blues
- Blues rock
- Britské blues
- Classic female blues
- Contemporary R&B
- Country blues
- Delta blues
- Elektrické blues
- Chicago blues
- Jazz blues
- Jump blues
- Memphis blues
- Piedmont blues
- Punk blues
- Rhythm and blues
  - Doo-wop
- Soul blues
- Texas blues

## Country
- Alternativní country
  - Cowpunk
- Americana
- Bluegrass
- Cajun
- Country blues
- Country pop
- Country rap
- Country rock
- Honky Tonk
- Nashville sound
- Outlaw country
- Rockabilly
  - Psychobilly
- Sertanejo
- Tejano
- Western swing
- Zydeco

## Elektronická hudba
- Ambient
  - Ambient house
  - Ambient techno
  - Black ambient
  - Dark ambient
  - Drone music
  - Chill-out
  - Illbient
  - Psybient
  - New Age

- Breakbeat
  - Big beat
  - Breakbeat hardcore
  - Broken beat
  - Nu skool breaks

- Disco
  - Euro disco
  - Hi-NRG
    - Eurobeat
    - Eurodance
      - Euro-Trance (Hands up)
      - Italo dance

  - Italo disco
  - Nu-disco
  - Post-disco
  - Space disco

- Downtempo
  - Acid jazz
  - Chill-out
  - Illbient
  - Trip Hop

- Drum'n'Bass
  - Darkstep
  - Drill & Bass
  - Drum & Core
  - Electro Step
  - Hardstep
  - Jazzstep
  - Liquid Funk
  - Neurofunk
  - Techstep

- Dub
  - Dubstep
  - Future bass

- Elektronický rock
  - Dance-rock
    - Alternative dance
      - Madchester

    - Dance-punk
      - New Rave

  - Electronicore
  - Krautrock
  - New wave
    - Cold wave
    - Dark wave
    - Ethereal wave
      - Nu gaze

    - Neue Deutsche Welle
    - New romantic
    - Synthpop
      - Dance-pop

  - Post-rock
  - Space rock
  - Synthpunk

- Electronica
  - Folktronica

- Hardcore techno
  - Breakbeat Hardcore
  - Breakcore
  - Digital Hardcore
  - Doomcore
  - Freeform hardcore
  - Frenchcore
  - Gabber
  - Happy Gabber
  - Happy Hardcore
  - New Beat
  - Newstyle Hardcore (Nu Style Gabber)
  - Noisecore
  - Power Electronics
  - Raggacore
  - Rhythmic Noise
  - Speedbass
  - Speedcore
  - Terrorcore
  - Trancecore
  - UK Hardcore

- House
  - Acid House
  - Ambient House
  - Balearic House
  - Booty House
  - Deep House
  - Diva house
  - Dream house
  - Electro house
  - Electro swing
  - Future House
  - Garage
  - Hard House
  - Hip house
  - Microhouse
  - Outsider House
  - Progressive house
  - Tech House
  - Tribal House
  - UK hard house
    - Hard dance
    - Hard NRG

- IDM
  - Breakcore
  - Drill & Bass
  - Glitch
  - Microhouse

- Industrial
  - Electro-industrial
  - Industriální rock
  - Industrial Metal

- Jungle
  - Darkcore
  - Ragga jungle
  - Raggacore

- Techno
  - Acid Techno
  - Ambient Techno
  - Detroit Techno
  - Freetekno (Tekno)
  - Hardtechno
  - Industrial techno
  - Minimal Techno
  - Schranz
  - Tech House
  - Wonky Techno

- Trance
  - Acid trance
  - Breaktrance
  - Euro-Trance
  - Goa trance
  - Hard Trance
  - Hardstyle
    - Jumpstyle

  - Neo-trance
  - Psytrance
    - Dark Psytrance

  - Tech trance
  - Uplifting trance

- UK Garage
  - Breakstep
  - Dubstep
  - Trap
  - UK Funky
    - Funky House

  - Bassline House
  - Speed Garage
  - Breakstep

## Folk
- Elektrický folk
- Folk metal
- Folk rock
- Folktronica
- Indie folk
- Psychedelic folk
- Neofolk
- Freak folk

## Hip Hop
- Alternative hip hop
- Comedy hip hop
- Crunk
- Electro
- G-Funk
- Ghettotech
- Grime
- Hardcore hip hop
- Hip hop soul
- Horrorcore
- Old school hip hop
- New school hip hop
- Nerdcore hip hop
- G-Funk
- Gangsta rap
- Golden age hip hop
- Political hip hop
- Pop-rap
- Rap rock
  - Rapcore
  - Rap metal
- Trap

## Jazz
- Acid jazz
- Avantgardní jazz
- Bebop
- Cool jazz
- Crossover jazz
- Free jazz
- Jazz fusion
- Jazz blues
- Jazz-rock
- Latin jazz
- Mainstream jazz
- Modal jazz
- Nu jazz
- Gypsy jazz
- Smooth jazz
- Soul jazz
- Swing
  - Electro swing

## Karibská hudba a její odnože
- Dancehall
- Kalypso
- Compas
- Mento
- Merengue
- Reggae
  - Dub
  - Lovers rock
  - Ragga
  - Reggae fusion
    - Reggae rock
- Rocksteady
- Rumba
- Ska
  - Ska punk
- Salsa

## Klasická hudba
- Středověká hudba
- Renesanční klasická hudba
- Barokní klasická hudba
- Galantní styl
- Klasicistní klasická hudba
- Romantická klasická hudba
- Soudobá klasická hudba
  - Modernismus
  - Impresionismus
  - Neoklasicismus
  - Experimentální hudba
  - Současná klasická hudba

## Metal
- Alternative metal
- Black Metal
  - Ambient Black Metal
  - Gothic black metal
  - Industrial black metal
  - Symfonický black metal
  - Melodický black metal
  - Depresivní black metal
- Christian metal (white metal)
- Celtic metal
- Classic metal
- Dark metal
- Death Metal
  - Blackened death metal
  - Brutal death metal
  - Death 'n' roll
  - Melodic death metal
  - Progressive death metal
  - Technical death metal
- Doom Metal
- Extreme metal
- Funk metal
- Gothic Metal
- Grindcore
- Industrial metal
- Neue Deutsche Härte
- Metalcore
- Neo-classical metal
- Nu Metal
- Pop Metal
- Speed Metal
- Pagan metal
- Power Metal
- Punk metal
- Progressive metal
- Rap metal
- Sludge metal
- Thrash Metal
  - Groove metal
- Viking metal
- Folk Metal
- Stoner metal
- Symphonic metal

## Pop
- Bubblegum pop
- Country pop
- Dance-pop
- Electropop
- Europop
- Indie pop
- J-pop
- Jangle pop
- K-pop
- Latin pop
- Operatic pop
- Pop punk
- Pop rap
- Pop rock
- Power pop
- Psychedelic pop
- Sophisti-pop
- Sunshine pop
- Synthpop
- Technopop
- Teen pop

## Rock
- Alternative rock
  - Britpop
- Dream pop
  - Shoegaze
  - Grunge
  - Indie pop
  - Indie rock
  - Noise pop
  - Noise rock
  - Post-rock
  - Post-grunge
  - Gothic rock
- Arena rock
- Art rock
- Big beat
- Christian rock
- Country rock
- Desert rock
- Experimental rock
- Folk rock
- Funk rock
- Medieval rock
- Mersey Beat
- Garage rock
- Glam rock
- Instrumentální rock
- Jazz rock
- Krautrock
- Pop rock
- Post-rock
- Punk
  - Post Punk
  - Protopunk
  - Punk rock
    - Punk rock
    - Pop punk
    - Skate punk
    - Ska punk
    - Glam punk
    - Neo punk
    - Celtic punk
    - Hardcore punk
      - Emocore
      - Speedcore
      - Terrorcore
      - Metalcore
      - Trancecore
      - UK Hardcore
      - Crossover thrash

    - Garage punk
    - Crust punk
    - Pop punk
    - Punk blues
- Rock´n´Roll
- Rockabilly
- Southern rock
- Hard Rock
- Soft rock
- Surf rock
- Progressive Rock
- Psychedelic Rock
- Rap rock

## R&B a Soul
- Post-disco
  - Electro
  - Italo-disco
- Contemporary R&B
  - Swingbeat
  - R&B Punk
  - R&G
  - Crunk&B
  - Snap & B
- Funk
  - Deep funk
  - Jazz funk
- Smooth R&B
- Slow jam R&B
- Doo-wop R&B
- Soul
  - Blue-eyed soul
  - Brown-eyed soul
  - Neo soul
  - Nu jazz
  - Psychedelic soul
  - Smooth soul
  - Soul blues
  - Spoken word soul

## Ostatní
- Dechová hudba
- Duchovní hudba
- World music